# 1957 en Bretagne
 Chronologie de la Bretagne
- 1953
- 1954
- 1955
- 1956
- 1957
- 1958
- 1959
- 1960
- 1961

Cette page recense des événements qui se sont produits durant l'année 1957 en Bretagne.

## Société

### Naissance

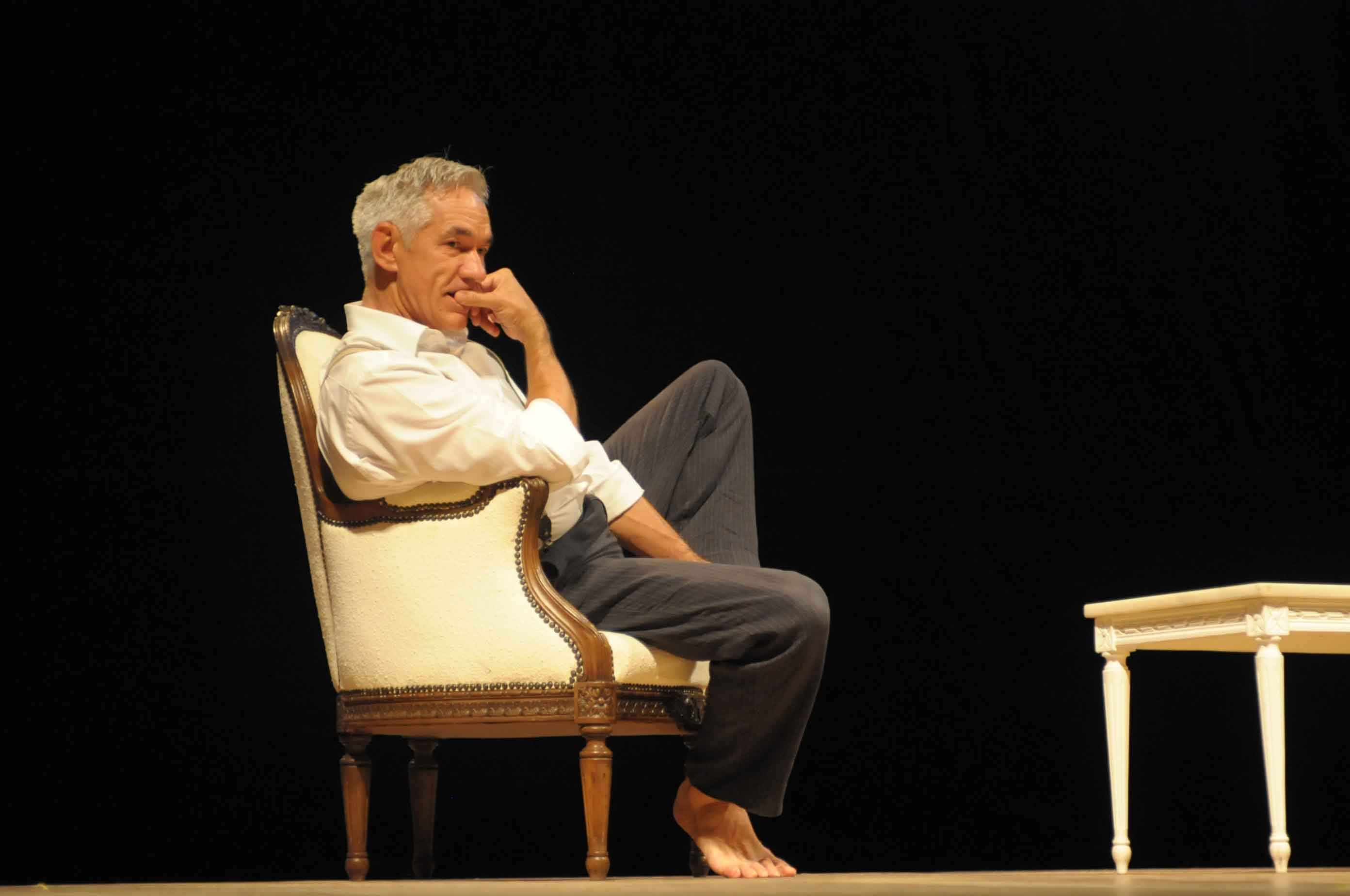
Christian Cloarec

- 29 janvier à Brest : Stéphane Heuet, dessinateur français de bande dessinée. Il est l'auteur d'une adaptation en bande dessinée d' À la recherche du temps perdu de Marcel Proust, publiée depuis 1998.

- 2 août à Brest : Annick Cojean, journaliste française, grand reporter au journal Le Monde, auteur de plusieurs livres, directrice et présentatrice des collections Empreintes et Duels sur France 5. Elle préside le jury du prix Albert-Londres.

- 31 octobre à Brest : Christian Cloarec, acteur français.